# Helmsdorf (Dingelstädt)
Helmsdorf ist eine Ortschaft der Landgemeinde Stadt Dingelstädt im thüringischen Landkreis Eichsfeld.

## Lage
Helmsdorf liegt südöstlich von Dingelstädt nah der Unstrut in einem Ackerbaugebiet des Eichsfelds. Die Bundesstraße 247 ist über die Kreisstraße 236 erreichbar.

## Geschichte
Helmsdorf ist einer der ältesten Orte im Eichsfeld, die erste urkundliche Erwähnung als Helmbrechtesdorff war im Jahr 1162. Ohne genaue Datierung wird Helmsdorf schon in einer Urkunde aus dem 9. Jahrhundert genannt. Eine Pfarrkirche wird erstmals in einer Urkunde aus dem Jahre 1283 erwähnt. Um das Jahr 1572 kam es zwischen dem Herzog Johann Wilhelm von Sachsen und dem Mainzer Kurfürsten Daniel Brendel von Homburg zum Streit über die Besetzung der Pfarrstelle in Helmsdorf. Die Stadt Gotha besaß das Pfarrlehen von Helmsdorf, welches sie vom Lazariten-Orden übernommen hatte, wollte wieder einen evangelischen Geistlichen einsetzen. Ein großer Teil der Bewohner war nach der Reformation evangelisch geworden, seit mindestens 1545 gab es im Ort einen evangelischen Pfarrer. Ein Teil der Bewohner, der noch katholisch war und das Bischöfliche Kommissariat in Heiligenstadt wollten im Rahmen der beginnenden Gegenreformation einen katholischen Pfarrer für die Kirche in Helmsdorf einsetzen.
Die heutige Filialkirche St. Peter und Paul wurde im Jahre 1708 errichtet. Sie wurde 1933–39 durch einen Anbau nach Norden rechtwinklig. Helmsdorf gehörte bis zur Säkularisation 1802 zu Kurmainz. 1802 bis 1807 wurde der Ort preußisch und kam dann zum Königreich Westphalen. Ab 1815 war er Teil der preußischen Provinz Sachsen.  1945 bis 1949 gehörte der Ort zur Sowjetischen Besatzungszone und wurde ab 1949 Teil der DDR. Von 1961 bis zur Wende und Wiedervereinigung 1989/1990 wurde Helmsdorf von der Sperrung der nahen innerdeutschen Grenze beeinträchtigt. Seit 1990 gehört der Ort zum wieder gegründeten Bundesland Thüringen.
Am 1. Januar 2019 wurden die Kleinstadt Dingelstädt und die Gemeinden Helmsdorf, Kefferhausen, Kreuzebra und Silberhausen zur neuen Landgemeinde Stadt Dingelstädt zusammengeschlossen. Die Gemeinde Helmsdorf gehörte der Verwaltungsgemeinschaft Dingelstädt an.

## Wappen
Blasonierung: „In Grün eine goldene bewurzelte  Linde, belegt mit rotem Herzschild mit einem silbernen Kreuz auf einem  silbernen, oben halbrunden Stein.“

## Einwohnerentwicklung
Entwicklung der Einwohnerzahl (31. Dezember):
| - 1994: 564 - 1995: 584 - 1996: 582 - 1997: 582 - 1998: 586 - 1999: 595 | - 2000: 594 - 2001: 586 - 2002: 583 - 2003: 576 - 2004: 568 - 2005: 572 | - 2006: 563 - 2007: 562 - 2008: 554 - 2009: 549 - 2010: 541 - 2011: 523* | - 2012: 514 - 2013: 523 - 2014: 519 - 2015: 512 - 2016: 505 - 2017: 501 |

Datenquelle: Thüringer Landesamt für Statistik
*ab 2011: Fortschreibung Zensus 2011

## Wirtschaft
Bis Anfang des 20. Jahrhunderts war Helmsdorf überwiegend landwirtschaftlich geprägt. Eine weitere, in großem Umfang betriebene Erwerbsquelle war die Hausweberei, die um 1800 ihre größte Bedeutung erlangte. Ab etwa 1875 wurden Weberei, Wirkerei und Strickerei fabrikmäßig betrieben. In der Folgezeit wurden einige Webereien gegründet, deren Fabrikgebäude noch zumeist vorhanden sind und als solche genutzt werden. 1963 wurde die landwirtschaftliche Produktion von einer LPG übernommen.

## Sonstiges
Als Zeugnisse eines oft derben Volkshumors bildeten sich bereits vor Jahrhunderten Besonderheiten des jeweiligen Dorfes charakterisierende Neck- und Spitznamen heraus. Demnach lebten im Ort die Helmsdorfer Hoinde (Helmsdorfer Hunde). Der Grund liegt darin, dass das Wappenbild der ortsadeligen Familie in stilisierter Form einen Hund zeigt, der auch auf einigen historischen Grenzsteinen abgebildet ist.